# Jiří Čtvrtečka
Jiří Čtvrtečka (2. prosince 1942 Praha – 4. února 2025) byl československý reprezentant v rychlostní kanoistice, člen klubu ASC Dukla Praha. 
Na olympijských hrách 1968 byl čtvrtý v závodě singkanoistů na jeden kilometr. Na mistrovství světa v rychlostní kanoistice 1970 získal na půlkilometrové trati bronzovou medaili, na olympiádě 1972 skončil sedmý. Od roku 1974 jezdil na debl kánoi spolu s Tomášem Šachem, na trati 500 m získali na MS 1974 bronz a na MS 1975 stříbro, na olympiádě 1968 obsadili šesté místo na 1000 m a osmé místo na 500 m. 
Po ukončení kariéry působil Čtvrtečka jako trenér Dukly i reprezentace, rovněž byl v předsednictvu Českého klubu olympioniků.
Zemřel 4. února 2025. Bylo mu 82 let.